# Brunettia atrisquamis
Brunettia atrisquamis är en tvåvingeart som först beskrevs av Enrico Adelelmo Brunetti 1908.  Brunettia atrisquamis ingår i släktet Brunettia och familjen fjärilsmyggor. Inga underarter finns listade i Catalogue of Life.